# Prima Divisione 1935-1936 (rugby a 15)
La Prima Divisione 1935-1936 fu il 3º campionato nazionale italiano di rugby a 15 di secondo livello.
Si tenne dal 26 gennaio 1936 al 7 giugno 1936 tra 44 squadre partecipanti ripartite, durante la prima fase del torneo, in tredici gironi su base geografica dalla composizione variabile da due a cinque squadre.
Tra le squadre partecipanti sono presenti le squadre riserve di alcune compagini disputanti il campionato di Divisione Nazionale 1935-1936: queste squadre riserve, come la stagione precedente, sono escluse dalla partecipazione alle fasi eliminatorie del torneo.
La formula prevedeva il passaggio alla fase a eliminazione diretta della miglior squadra non riserva di ogni girone. A completamento del tabellone fu necessario il passaggio di altre compagini.
Il torneo ha visto prevalere la squadra del FGC Fabio Filzi di Milano che ha battuto il Parioli di Roma in entrambe le partite della doppia sfida finale.

## Squadre partecipanti
La composizione dei gironi della prima fase fu la seguente:

### Girone 1
- FGC Lucio Bazzani (Torino)
- FGC Giuseppe Mario Gioda (Torino)
- FGC Mario Sonzini (Torino)
- Regia Accademia di Artiglieria e Genio (Torino)

### Girone 2
- FGC Aldo Campiglio (Rivoli)
- FGC Gustavo Doglia (Torino)
- FGC Amos Maramotti (Torino)
- GUF Torino II

### Girone 3
- Bersaglieri MI II
- FGC Fabio Filzi (Milano)
- GUF Pavia

### Girone 4
- Amatori Milano II
- FGC Novara
- GUF Milano II
- GUF Novara

### Girone 5
- FGC Padova
- GUF Treviso
- GUF Padova II

### Girone 6
- Bologna II
- GUF Ferrara

### Girone 7
- FGC Firenze
- GUF Firenze
- GUF Livorno
- GUF Pisa

### Girone 8
- FGC Comitato Federale A (Roma)
- FGC Comitato Federale B (Roma)
- GUF Roma II
- Parioli (Roma)
- Rugby Roma II

### Girone 9
- FGC Castellammare di Stabia
- FGC Sorrento
- FGC Torre Annunziata

### Girone 10
- FGC Fuorigrotta (Napoli)
- FGC Pomigliano
- FGC Ponticelli (Napoli)

### Girone 11
- FGC Bacoli
- FGC Bagnoli (Napoli)
- FGC Pozzuoli

### Girone 12
- FGC Bari A
- FGC Bari B
- FGC Bisceglie
- GUF Bari

### Girone 13
- GUF Messina
- GUF Palermo

## Ottavi di finale
Gli accoppiamenti per gli ottavi di finale furono i seguenti:
- GUF Firenze - FGC Comitato Federale B
- Parioli - FGC Pozzuoli
- GUF Palermo - FGC Fuorigrotta
- FGC Filzi - FGC Maramotti
- GUF Novara - FGC Bazzani
- FGC Castellammare di Stabia - ?
- FGC Padova - ?
- GUF Messina - ?

## Quarti di finale
Gli accoppiamenti per i quarti di finale furono i seguenti:
- FGC Padova - GUF Firenze
- Parioli - FGC Castellammare di Stabia
- FGC Fuorigrotta - GUF Messina
- FGC Filzi - FGC Bazzani

## Semifinali
Gli accoppiamenti per le semifinali furono i seguenti:
- Parioli - GUF Messina
- FGC Filzi - GUF Firenze

## Finali
| Milano 31 maggio 1936 Andata | FGC Fabio Filzi | 12 – 3 referto | Parioli |  |

| Roma 7 giugno 1935 Ritorno                               | Parioli | 5 – 6 referto             | FGC Fabio Filzi |  |
| Bizzarri 45’ mt 30’ Raffaglio 65’ Alberti Schiavi 45’ tr |         |                           |                 |  |
|                                                          |         |                           |                 |  |
| Bizzarri 45’                                             | mt      | 30’ Raffaglio 65’ Alberti |                 |  |
| Schiavi 45’                                              | tr      |                           |                 |  |

## Verdetti
- FGC Fabio Filzi: campione di Prima Divisione 1935-1936.